# Cicer anatolicum
Cicer anatolicum là một loài thực vật có hoa trong họ Đậu. Loài này được Alef. miêu tả khoa học đầu tiên.

## Hình ảnh

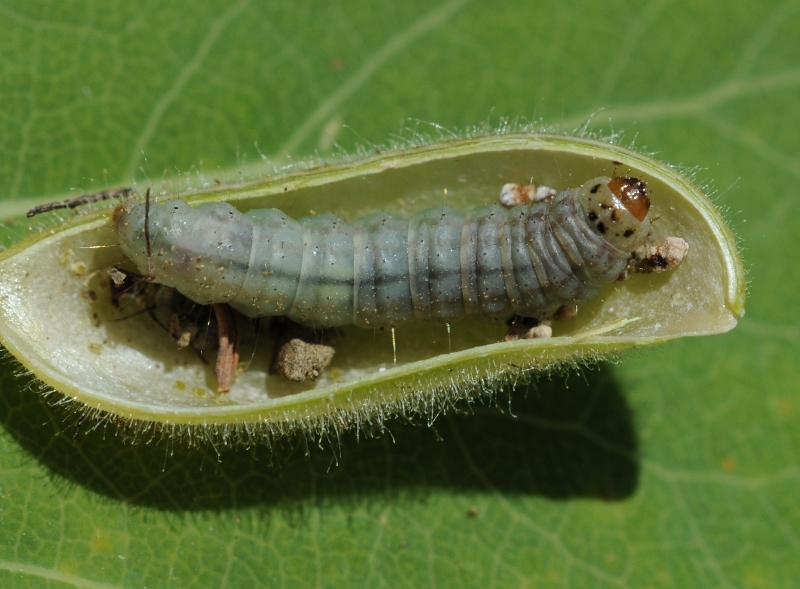